# スコット・バーンズ
スコット・マイケル・バーンズ（Scott Michael Barnes, 1987年9月5日 - ）は、アメリカ合衆国・マサチューセッツ州スプリングフィールド出身のプロ野球選手（投手）。左投左打。現在はMLB・トロント・ブルージェイズ傘下に所属している。

## 経歴

### プロ入り前
2005年、MLBドラフトでワシントン・ナショナルズから43巡目（全体1280位）指名されたが、セント・ジョンズ大学に進学した。

### プロ入りとジャイアンツ傘下時代
2008年、MLBドラフトでサンフランシスコ・ジャイアンツから8巡目（全体237位）指名され、6月24日に契約した。ルーキー級アリゾナリーグ・ジャイアンツとA-級セイラムカイザー・ボルケーノズとA級オーガスタ・グリーンジャケッツでプレー。A級では6試合に登板し、3勝2敗・防御率1.38だった。
2009年はA+級サンノゼ・ジャイアンツで6試合に登板し、3勝2敗・防御率1.38だった。

### インディアンス時代
2009年7月27日にライアン・ガーコとのトレードで、クリーブランド・インディアンスへ移籍した。移籍後は傘下のA+級キンストン・インディアンスで3試合に登板し、8月にAA級アクロン・エアロズへ昇格。6試合に登板し、2勝2敗・防御率5.68だった。
2010年はAA級アクロンで26試合に登板し、6勝11敗・防御率5.22だった。
2011年はAAA級コロンバス・クリッパーズで16試合に登板し、7勝4敗・防御率3.68だった。オフの11月18日にインディアンスとメジャー契約を結び、40人枠入りした。
2012年3月9日にインディアンスと1年契約に合意。15日にAAA級コロンバスへ異動し、そのまま開幕を迎えた。5月30日にメジャーへ昇格し、同日のカンザスシティ・ロイヤルズ戦でメジャーデビュー。3点ビハインドの6回裏から登板し、1回を無安打無失点2四球に抑えた。その後の登板も無失点に抑えていたが、4度目の登板となった6月14日にシンシナティ・レッズ戦では、5安打5失点2四球で1死しか取れずに降板し、翌15日にAAA級コロンバスへ降格した。25日に再昇格したが、28日にAAA級コロンバスで好投していたザック・マカリスターが昇格するため、入れ替わりで降格した。7月8日に再昇格したが、2試合連続で失点するなど結果を残せず、20日にAAA級コロンバスへ降格した。その後、登録枠が拡大された9月1日にメジャーへ再昇格した。この年は16試合に登板し、防御率4.26だった。
2013年3月11日にインディアンスと1年契約に合意。21日にAAA級コロンバスへ異動し、そのまま開幕を迎えた。4月28日にメジャーへ昇格し、同日のロイヤルズ戦で8回から登板したが、アレックス・ゴードンから2点本塁打を打たれ、翌29日にAAA級コロンバスへ降格した。5月5日に再昇格して2試合を無失点に抑えていたが、9日にAAA級コロンバスへ降格した。23日に再昇格し、同日のボストン・レッドソックス戦では3回を2安打無失点に抑え、メジャー初セーブを挙げたが、31日のタンパベイ・レイズ戦で1回を投げ、2本塁打を含む4安打5失点と乱調し、メジャー初黒星を喫した。6月1日にAAA級コロンバスへ降格。8月30日に左手首の故障で60日間の故障者リスト入りし、残りのシーズンを全休した。この年は6試合に登板し、0勝1敗1セーブ・防御率7.27だった。オフの11月4日に故障者リストから外れた。
2014年3月10日にインディアンスと1年契約に合意。17日にAAA級コロンバスへ異動し、そのまま開幕を迎えた。この年はメジャーで登板することなく、AAA級コロンバスで25試合に登板し、3勝2敗・防御率3.69だった。オフの11月24日にDFAとなった。

### ブルージェイズ傘下時代
2014年11月27日に金銭トレードで、ボルチモア・オリオールズへ移籍したが、12月9日にウェーバーでテキサス・レンジャーズ、さらに23日にウェーバーでトロント・ブルージェイズへ移籍した。
2015年3月27日に40人枠を外れる形で傘下のAAA級バッファロー・バイソンズへ配属された。

## 詳細情報

### 年度別投手成績
| 年 度    | 球 団    | 登 板 | 先 発 | 完 投 | 完 封 | 無 四 球 | 勝 利 | 敗 戦 | セ 丨 ブ | ホ 丨 ル ド | 勝 率 | 打 者 | 投 球 回 | 被 安 打 | 被 本 塁 打 | 与 四 球 | 敬 遠 | 与 死 球 | 奪 三 振 | 暴 投 | ボ 丨 ク | 失 点 | 自 責 点 | 防 御 率 | W H I P |
| -------- | -------- | ----- | ----- | ----- | ----- | -------- | ----- | ----- | -------- | ----------- | ----- | ----- | -------- | -------- | ----------- | -------- | ----- | -------- | -------- | ----- | -------- | ----- | -------- | -------- | ------- |
| 2012     | CLE      | 16    | 0     | 0     | 0     | 0        | 0     | 0     | 0        | 1           | ----  | 82    | 19.0     | 17       | 1           | 7        | 0     | 3        | 16       | 2     | 0        | 9     | 9        | 4.26     | 1.26    |
| 2013     | CLE      | 6     | 0     | 0     | 0     | 0        | 0     | 1     | 1        | 0           | .000  | 38    | 8.2      | 8        | 3           | 3        | 0     | 2        | 10       | 1     | 0        | 7     | 7        | 7.27     | 1.27    |
| MLB：2年 | MLB：2年 | 22    | 0     | 0     | 0     | 0        | 0     | 1     | 1        | 1           | .000  | 120   | 27.2     | 25       | 4           | 10       | 0     | 5        | 26       | 3     | 0        | 16    | 16       | 5.20     | 1.27    |

### 背番号
- 51 (2012年 - 2013年)